# Миладин Прстојевић
Миладин Прстојевић (Дубљевић код Гацка, 15. јул 1942 — Београд, 8. јул 2021)  био је генерал-мајор Војске Републике Српске.

## Биографија
Рођен је 15. јула 1942. године у селу Дубљевић, општина Гацко. Основну школу завршио је у селу Међа, општина Житиште; Инжењерску подофицирску школу у Карловцу 1959; Војну академију Копнене војске у Београду 1965; Командно-штабну академију у Београду 1977; Политичку школу ЈНА у Београду; курс команданата пукова и бригада у Београду 1983; курс начелника штабова пука, бригаде и дивизије у Београду 1980; курс команданата ратних пукова и бригада у Београду 1981; курс штабни за оперативно-наставне послове у пуку 1988.

## Каријера
У ЈНА је службовао у гарнизонима: Куманово, Прилеп, Скопље, Драгаш, Ђаковица и Пећ. Почетак оружаних сукоба у СФРЈ затекао га је у гарнизону у Куманову. Учествовао је у Војсци Републике Српске од 15. маја 1992. године. Био је командант бригаде и начелник Наставног одјељења у Главном штабу Војске Републике Српске, начелник штаба, а уједно и замјеник команданта Херцеговачког корпуса и начелника Оперативно-наставног органа у Дринском корпусу. У чин генерал-мајора унапријеђен је 1996.
Преминуо је 8. јула 2021. у Београду. Сахрањен је 13. јула на београдском гробљу Орловача.

## Одликовања
Одликован је:
- Орденом за војне заслуге са сребрним мачевима
- Орденом рада са сребрном звијездом
- Орденом за војне заслуге са златним мачевима
- Орденом Карађорђеве звијезде другог реда
- Спомен плакета команде Шпанске бригаде
- Дипломе и Похвалнице општина и друштава у којима је службовао[3]